# Euglossa liopoda
Euglossa liopoda är en biart som beskrevs av Dressler 1982. Euglossa liopoda ingår i släktet Euglossa, tribus orkidébin, och familjen långtungebin. Inga underarter finns listade.